# Francisco Domingo Barbosa Da Silveira
Francisco Domingo Barbosa Da Silveira (ur. 26 marca 1944 w Tambores, zm. 17 czerwca 2015) – urugwajski duchowny katolicki, biskup Minas w latach 2004-2009.

## Życiorys
Święcenia kapłańskie przyjął 17 czerwca 1972 i został inkardynowany do diecezji Salto. Pracował przez wiele lat jako duszpasterz parafialny, był także m.in. wykładowcą w międzynarodowym instytucie teologicznym w Medellín, wikariuszem ds. duszpasterskich oraz wikariuszem generalnym diecezji.
6 marca 2004 papież Jan Paweł II mianował go biskupem Minas. Sakry biskupiej udzielił mu 8 maja tegoż roku abp Janusz Bolonek.
W 2009 Barbosa złożył rezygnację z urzędu, spowodowaną ujawnieniem jego kontaktów seksualnych z dwoma mężczyznami. Dymisja została przyjęta przez papieża Benedykta XVI 1 lipca 2009.